# Begonia fimbribracteata
Espèce
Begonia fimbribracteata est une espèce de plantes de la famille des Begoniaceae.
Elle a été décrite en 2005 par Yu Min Shui et Wen Hong Chen.